# Filtro a candela
Un filtro a candela è un'apparecchiatura utilizzata per la separazione di miscele solido-liquido (dette "torbide").
Il loro principio di funzionamento è simile ai filtri Moore, dai quali si differenziano principalmente per la forma del filtro (cilindrica anziché a forma di "sacco" o "foglio").
Un filtro di questo tipo (chiamato candela di Chamberland dal nome del batteriologo francese che la inventò nel 1908) e composto di caolino ebbe un ruolo fondamentale negli studi sull'agente patogeno responsabile dell'epidemia di " influenza spagnola" nel 1918. In particolare consentì, attraverso l'introduzione nell'organismo di volontari di saliva di persone infette, in alcuni casi filtrata ed in altri no, di avvalorare l'idea che tale agente non fosse un batterio, trattenuto dal dispositivo, ma un virus (all'epoca organismo ancora non ben conosciuto). Il virus,infatti, ha dimensioni tali da oltrepassare la barriera del filtro. Ma già nel 1890 il dispositivo aveva consentito a Dmitrij Ivanovskij di comprendere che la malattia a mosaico del tabacco era causata da un agente patogeno di dimensioni ben inferiori a quelle dei batteri, che rimaneva presente nell'acqua filtrata messa a contatto con la pianta sana e quindi in grado di infettarla. Fu questa la prima occasione in cui fu possibile dare una definizione dei virus come "agenti infettivi filtrabili".

## Principio di funzionamento
È costituito da un recipiente all'interno del quale sono inseriti gli elementi filtranti (detti "candele"), immersi nella miscela da separare. Le candele sono costituite da cilindri cavi dotati di superficie porosa (ad esempio porcellana microporosa) che permette il passaggio del liquido all'interno della cavità, ostacolando invece il passaggio della frazione solida. Le estremità superiori delle candele sono aperte e sono fissate a un supporto metallico (in modo tale da mantenere le candele fisse in posizione verticale).
Durante il funzionamento dell'apparecchiatura, una parte del solido presente nella miscela da trattare si accumula sulla superficie esterna della candela, formando una "torta", mentre una parte del liquido attraversa tale torta e entra nei fori presenti sulla superficie laterale della candela, risale lungo la cavità e viene espulso dall'estremità superiore della candela.

## Vantaggi
Rispetto alle filtropresse, i filtri a candela presentano i seguenti vantaggi:
- permettono di operare ad elevate pressioni;
- è possibile utilizzare camicie per il riscaldamento o il raffreddamento del fluido;
- permettono il trattamento di fluidi infiammabili o tossici.

## Applicazioni
I filtri a candela sono in genere utilizzati per ottenere un liquido con bassa concentrazione di solidi in maniera discontinua, ma può anche essere utilizzato per concentrare la torbida.

## Controllo sul funzionamento
Durante le fasi di avviamento o manutenzione può essere effettuato un controllo sul funzionamento infilandolo la candela in acqua e insufflando all'interno della candela aria sotto pressione, verificando che l'aria passi attraverso il filtro formando delle bollicine sul pelo libero dell'acqua.